# 格申山
11°31′12″N 39°21′35″E / 11.52000°N 39.35972°E
格申山是埃塞俄比亞的山峰，位於該國北部阿姆哈拉州的南沃洛地區，處於德西西北面，該山峰海拔高度2,355米，是多個埃塞俄比亞皇帝男性繼承人關押的地方。